# Eustrotia curvibasis
Eustrotia curvibasis là một loài bướm đêm trong họ Noctuidae.